# G弦褲

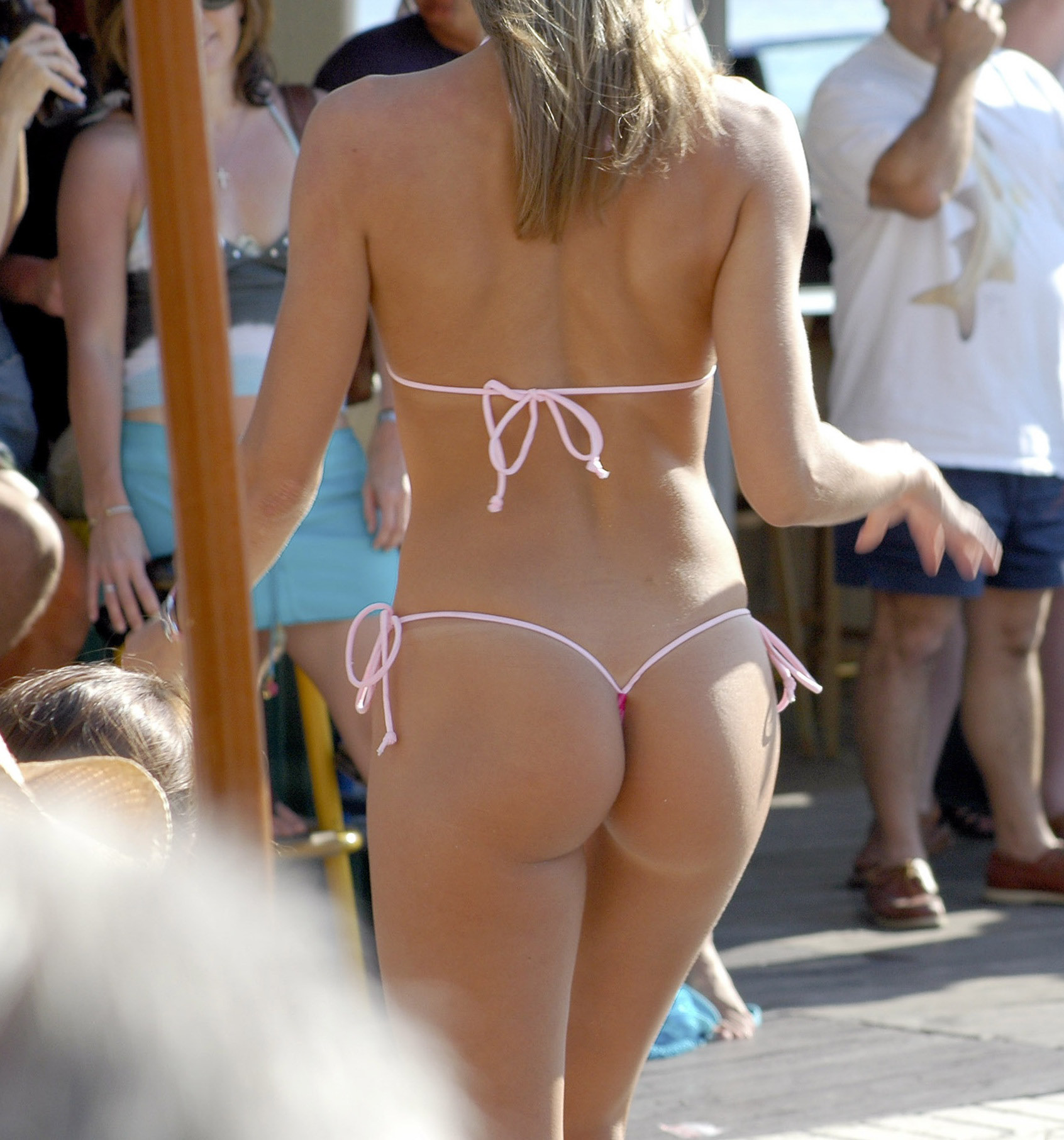
穿着G弦褲的女性

G弦褲（英語：G-string、Thong），又称T字裤（日語：Tバック）或丁字褲，是指臀部較少布料，甚至是肛門等部位只有一条绳子（Thong）大小布料的内裤。依用途分有內褲與泳褲兩種。

## 名稱由來
「G弦褲」該名詞的由來一說源自於19世紀時，印第安人用來繫住腰布的繫繩稱為「Geestring」，之後演變為用來稱呼較細的腰布。
語言學家勞勃‧韓卓克森認為「G」代表的是鼠蹊部（Groin），這是因為「鼠蹊」在過去的年代中是屬於粗俗的用詞。

## 男性用G弦褲

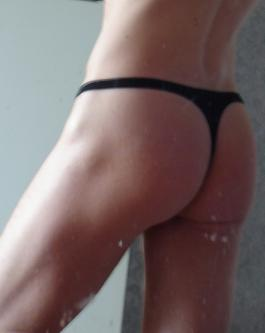
穿着丁字裤的男性

部分男用G弦褲在前面垂直的構造可容納男性生殖器的囊袋。G弦褲往往能比其他男性內衣款式更貼身，並消除大腿內側和生殖器之間的壓迫感，這兩個原因令男性可能會選擇穿G弦褲。